# صموئيل أ. كارترايت
صموئيل أ. كارترايت (بالإنجليزية: Samuel A. Cartwright)‏ هو كاتب وطبيب وجراح أمريكي، ولد في 3 نوفمبر 1793 في مقاطعة فيرفاكس في الولايات المتحدة، وتوفي في 2 مايو 1863 في جاكسون في الولايات المتحدة.